# Премія Кавлі
Премія Кавлі — наукова премія в розмірі одного мільйона доларів, яка вручається в трьох галузях досліджень: астрофізика, нанонаука та нейронаука. 
Членів комітету премії призначає Норвезька академія наук.
Вручає премію король Норвегії Гаральд під час церемонії нагородження.

## Історія
Премія заснована 2008 року і вручається кожні два роки. 
Спонсор премії — норвезький підприємець Фред Кавлі (1927—2013), який у молодому віці емігрував до Каліфорнії і заробив свій капітал завдяки компанії з виробництва сенсорів для літаків (Kavlico).
Грошову винагороду видає Фонд Кавлі. У випадку кількох лауреатів в одній категорії, призовий фонд ділиться між ними. 

## Лауреати
| Рік  | Астрофізика                                                           | Нанонауки                                                | Нейронауки                                                 |
| ---- | --------------------------------------------------------------------- | -------------------------------------------------------- | ---------------------------------------------------------- |
| 2008 | Мартен Шмідт, Дональд Лінден-Белл                                     | Луїс Брюс, Суміо Іїдзіма                                 | Паско Ракич, Томас Джессел, Стен Гріллнер                  |
| 2010 | Джеррі Нелсон, Реймонд Вільсон, Роджер Енджел                         | Дональд Ейглер, Надріан Симен                            | Томас Зюдгоф, Річард Шеллер, Джеймс Ротман                 |
| 2012 | Девід Джевітт, Джейн Лу, Майкл Е. Браун                               | Мілдред Дресселгауз                                      | Корнелія Баргманн, Вінфрід Денк, Енн Ґрейбіл               |
| 2014 | Алан Гут, Лінде Андрій Дмитрович, Старобінський Олексій Олександрович | Томас Еббесен, Штефан Гелль, Джон Пендрі                 | Бренда Мілнер, Джон О'Кіф, Маркус Рейкле                   |
| 2016 | Рональд Древер, Кіп Торн, Райнер Вайс                                 | Герд Бінніг, Крістоф Гербер, Келвін Квейт                | Ів Мардер, Майкл Мерзеніч, Карла Шатц                      |
| 2018 | Евіна ван Дісхук                                                      | Еммануель Шарпантьє, Дженніфер Даудна, Вірджинюс Шикшніс | Альберт Джеймс Гадспет, Robert Fettiplace, Christine Petit |
| 2020 | Ендрю Фабіан                                                          | Дональд Ейглер, Надріан Сіман                            | Девід Джуліус, Ардем Патапутян                             |
| 2022 | Roger Ulrich, Йорген Крістенсен-Дальсгаард, Конні Аертс               | Jacob Sagiv, Ральф Нуцо, Девід Аллара, Джордж Вайтсайдс  | Жан-Луї Мандел, Гаррі Орр, Гуда Зогбі, Крістофер Волш      |
| 2024 | Девід Шарбоно, Сара Сігер                                             | Роберт Ленджер, Павлос Алівізатос, Чад Міркін            | Ненсі Канвішер, Вінріх Фрейвальд, Доріс Цао                |